# آکاماتسو نوریمورا
آکاماتسو نوریمورا (به ژاپنی: 赤松 則村 Akamatsu Norimura)، آکاماتسو انشین (赤松円心); ۱ ژانویهٔ ۱۲۷۷ – ۱۸ فوریهٔ ۱۳۵۰) یک سامورایی از خاندان آکاماتسو در دوره موروماچی اهل ژاپن بود. وی شوگو (فرماندار) ولایت هاریما در استان هیوگوی امروزی بود.